# Отто Кумм
Отто Кумм (нім. Otto Kumm; нар. 1 жовтня 1909, Гамбург — пом. 23 березня 2004, Оффенбург, Баден-Вюртемберг) — німецький воєначальник часів Третього Рейху, бригадефюрер військ СС (1944). Кавалер Лицарського хреста з Дубовим листям та Мечами (1944), що помер останнім з числа кавалерів цієї нагороди.

## Біографія
Отто Кумм народився 1 жовтня у Гамбурзі в родині купця Едуарда Кумма.  Після закінчення Oberrealschule (середньої школи) з 1 квітня 1925 року по 31 березня 1929 року вчився на професійного наборника шрифтів. Працював у друкарні. 
Став членом NSDAP з 1 грудня і SS з 19 грудня 1931 року. 
13 вересня 1936 року отримав звання гауптштурмфюрера SS в SS-Standarte «Deutschland», до якої він належав. 
У березні 1938 року став командиром роти в SS-Standarte «Der Führer», з якою вступив у війну в Польщі у вересні 1939 року. У квітні 1940-го брав участь у вторгненні в Нідерланди. А з червня 1941 р. і на територію СРСР, де 11 липня 1941 р. він був призначений командиром полку SS «Der Führer» а 1 жовтня 1941 р. він був підвищений до оберштурмбанфюрера SS.
У 1944 році приймає командування 7-ю дивізією SS-Freiwilligen-Gebirgs „Prinz Eugen” бувши вже оберфюрером SS. Але вже під час боїв на Балканах, 21 листопада 1944 року він був підвищений до бригадифюрера SS/генерал-майора Waffen-SS, що набув чинності з 9 листопада 1944 року. 
Після відступу з території Балкан та Угорщини він був призначений командиром 1-ї танкової дивізії SS Leibstandarte-SS. «Адольф Гітлер» 6 лютого 1945 р. З цим підрозділом він потрапив у військовий полон до американської армії.
Після Другої світової війни Отто Кумм став відомий, як один із засновників організації допомоги після Другої світової війни колишнім членам Waffen-SS, HIAG (Hilfsgemeinschaft auf Gegenseitigkeit der ehemaligen Angehörigen der Waffen-SS eV). 

Отто Кумм помер 23 березня 2004 року.
Військова кар'єра
- 1 грудня 1931 — анвертер СС
- 9 листопада 1932 — обертрупфюрер СС
- 15 лютого 1934 — штурмфюрер СС
- 12 серпня 1934 — оберштурмфюрер СС
- 13 вересня 1936 — гауптштурмфюрер СС
- 1 вересня 1940 — штурмбанфюрер СС
- 1 жовтня 1941 — оберштурмбанфюрер СС
- 20 квітня 1943 — штандартенфюрер СС
- 30 січня 1944 — оберфюрер СС
- 9 листопада 1944 — бригадефюрер СС та генерал-майор Ваффен-СС